# Nation of Islam
Nation of Islam (NOI) er en amerikansk religiøs og separatistisk organisation, som blev grundlagt af Wallace Fard Muhammad i 1930, og senere videreudviklet af hans efterfølger Elijah Muhammad fra 1934–1975. Organisationen henvender sig til den afrikanske diaspora, særligt afroamerikanere, og mener, at det afrikanske folk har sit åndelige hjemsted i islam. Da NOIs trosoverbevisninger er meget anderledes end dem, man ser blandt langt størstedelen af muslimer, bliver organisationen ofte kategoriseret som en nyreligiøs bevægelse. Warith Deen Mohammad, som var leder af NOI fra 1975–1976, vendte ryggen til de førnævnte trosoverbevisninger og forsøgte at etablere NOI som en del af det bredere sunni-muslimske miljø. Dette blev senere trukket tilbage af NOIs nutidige leder, Louis Farrakhan.
Organisationen var mest fremtrædende under borgerrettighedsbevægelsen i 1950'erne og 60'erne og har i dag omkring 50.000 medlemmer. Bokseren Muhammad Ali og borgerrettighedsforkæmperen Malcolm X var begge medlemmer af organisationen.
Nation of Islam er blevet karakteriseret som en religiøs had-bevægelse af det amerikanske Southern Poverty Law Center, og som en stærkt racistisk, sexistisk og antisemitisk ekstremistgruppe af den også amerikanske Anti-Defamation League.

## Trosoverbevisninger
Nation of Islam har sine egne trosoverbevisninger, som adskiller sig fra dem, man ser blandt størstedelen af muslimer og islamiske skoler. Wallace Fard Muhammed anses som Messias og en inkarnation af Gud, mens Elijah Muhammad anses som Guds sendebud.

### Kosmogoni
I følge NOIs skabelsesberetning er Gud en sort mand, som skabte sig selv 76 trillion år siden. 6 millioner år derefter skabte han de første mennesker, som var sorte og en repræsentation af Guds ideelle form, og senere Solen og planeterne. De første mennesker inddelte sig i 13 stammer og udgjorde tilsammen én sort muslimsk civilisation, som i fællesskab skabte universet og befolkede jorden. Disse 13 stammer slog sig senere sammen til Shabazz-stammen, hvorfra alle racer, undtagen den hvide, tænkes at nedstamme. Nationen afviser Darwins evolutionsteori og er kreationistisk.

### Yakub-myten
Yakub-myten, som er Nationens forklarelse på, hvordan den hvide mand kom til, blev fastlagt af Elijah Muhammad i bogen Message to the Blackman in America. I myten lyder det, at den sorte videnskabsmand Yakub og hans følgere blev bortvist fra Mekka til Patmos-øen, hvorpå han fremavlede den hvide race gennem eugenik. Da den hvide race skabte uro blandt det sorte folk, blev de bortvist til Europa. Her indgik de i samleje med dyr og degenererede til aber. Både Moses og Jesus tænkes at være udsendt af Gud i et forsøg på at civilisere det hvide folk. Gennem sin genfortælling af myten referer Muhammad flere gange til den hvide mand som djævlen.
Nationen mener, at Gud tillod det hvide folk at herske over Jorden i 6000 år, og at denne periode snart er ovre. Den hvide mand besejrede og slavegjorte Shabazz-stammen, som glemte deres muslimske identitet og omfavnede kristendommen, samt syndefuld opførsel. Det tænkes, at Gud lod dette ske for at give det sorte folk indsigt i ondskab og dermed evnerne til at bekæmpe det og indse deres egen guddommelighed.
Når der snakkes om 'sorte mennesker' i NOI menes der ikke kun folk med afrikansk baggrund, men alle som ikke er hvide vesteuropæere.

### Eskatologi
NOI er millenaristisk, hvilket vil sige, at det tænkes, at menneskeligheden lever i de sidste tider før dommedag. Nationen mener, at perioden op til dommedag vil karakteriseres af en forværrelse af forholdet mellem sorte og hvide. Golfkrigen og terrorangrebet på World Trade Center-bygningerne i 2001 blev begge udpeget af Nationen som begivenheder, der ville udløse dommedag.
Ved dommedag tænkes det, at 'The Mother Plane', som siges at være nævnt i Ezekiels bog, vil vise sig over Jorden og optage de rettroende folk. Herefter vil Jordens overflade bombes og den hvide mands styre dermed udryddes. Efter dette vil de rettroende folk vende tilbage Jorden, nu et paradis for det sorte folk.

## Eksterne links
- Wikimedia Commons har flere filer relateret til Nation of Islam

| Religion | Spire Denne religionsartikel er en spire som bør udbygges. Du er velkommen til at hjælpe Wikipedia ved at udvide den. |